# Heteronymphon bioculatum
Heteronymphon bioculatum är en havsspindelart som beskrevs av Turpaeva, E.P. 1956. Heteronymphon bioculatum ingår i släktet Heteronymphon och familjen Nymphonidae. Inga underarter finns listade i Catalogue of Life.